# Гребінка для збору ягід

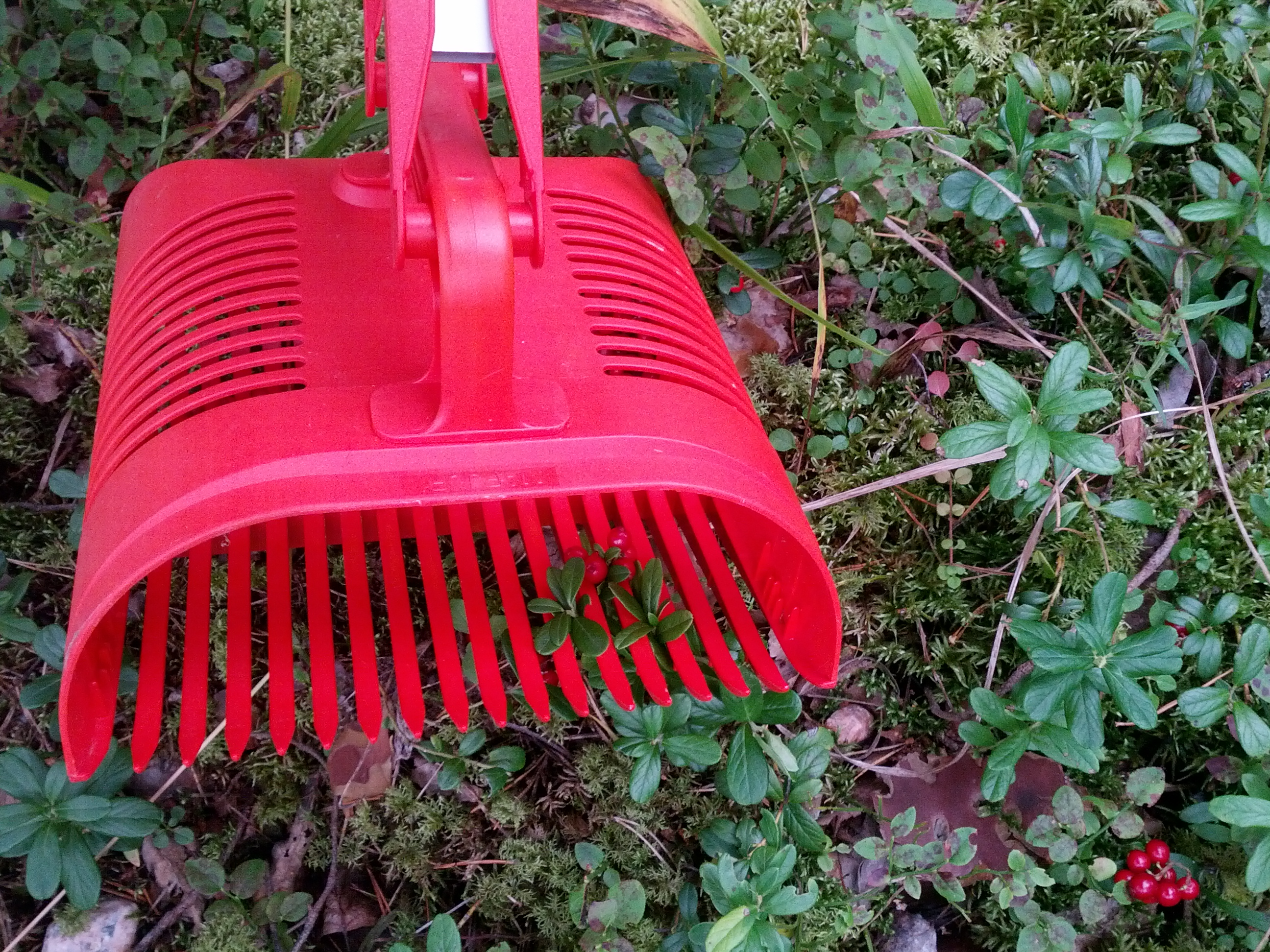
Гребінка для збору ягід

Гребінка, також гребінець, комбайн, чесалка, совок — приладдя для збору ягід (брусниці, чорниці, журавлини). Зменшує трудомісткість роботи та прискорює збір врожаю в порівнянні зі збором ягід вручну по одній чи кілька.
Приладдя може рвати кущі та псувати ягідники чорниці, що зумовлює виснаження рослин і спричиняє шкоду лісовому господарству. За використання в Україні під час збору чорниць карається штрафами.
У «Словарі української мови» Б. Д. Грінченка гребінка описується під назвою «решітка»: вона складалася з півкруглої обичайки (обруча) з плоским дном (гребенем), зовнішній край якого закінчувався зубцями, до обруча кріпилась ручка (фіст).